# Chazaliella letouzeyi
Chazaliella letouzeyi är en måreväxtart som beskrevs av Elmar Robbrecht. Chazaliella letouzeyi ingår i släktet Chazaliella och familjen måreväxter. Inga underarter finns listade i Catalogue of Life.